# Duhaldea wissmanniana
Duhaldea wissmanniana là một loài thực vật có hoa trong họ Cúc. Loài này được (Hand.-Mazz.) Anderb. mô tả khoa học đầu tiên năm 1991.